# Haworthia mucronata var. morrisiae
Haworthia mucronata var. morrisiae, és una varietat de Haworthia mucronata del gènere Haworthia de la subfamília de les asfodelòidies.															

## Descripció
Haworthia mucronata var. morrisiae és una varietat de Haworthia mucronata normalment creix solitària, brillant, gairebé de color verd maragda. A l'estiu, les puntes de les fulles, o de vegades fulles senceres, es tornen de color marró vermellós i profund.
Per a Hayashi i Breuer l'anomenen com a Haworthia sakai.

## Distribució i hàbitat
Aquesta varietat creix a la província sud-africana del Cap Occidental, concretament de la zona al voltant d'Oudtshoorn i Calitzdorp. És conegut cap a l'oest fins a Vanwyksdorp. En el seu hàbitat creixen a les costes escarpades o als penya-segats.

## Taxonomia
Haworthia mucronata var. morrisiae va ser descrita per (Poelln.) Poelln., Repert. Spec. Nov. Regni Veg. 49: 29, a l'any 1940.
Etimologia
Haworthia: nom en honor del botànic britànic Adrian Hardy Haworth (1767-1833).
mucronata: epítet llatí que significa "punxegut" i fa referència a la forma de la fulla.
var. morrisiae: epítet en honor de Sra. G. Morris (1937), mare de la botànica sud-africana i autora de plantes suculentes, la Sra. Doreen Court.
Sinonímia
- Haworthia altilinea var. morrisiae Poelln., Repert. Spec. Nov. Regni Veg. 45: 168 (1938). (Basiònim/Sinònim substituït)
- Haworthia inconfluens var. morrisiae (Poelln.) M.B.Bayer, Haworthia Handb.: 137 (1976).
- Haworthia habdomadis var. morrisiae (Poelln.) M.B.Bayer, Natl. Cact. Succ. J. 32: 18 (1977).
- Haworthia sakaii M.Hayashi, Haworthia Study 3: 13 (2000).[7]